# 크리스토페르 오페리
크리스토페르 테아 오페리(프랑스어: Christopher Téa Opéri, 1997년 4월 29일 ~ )는 코트디부아르의 축구 선수로, 현재 쉬페르리그의 이스탄불 바샥셰히르에서 수비수로 뛰고 있다.

## 구단 경력
유소년 아카데미에서 몇 년을 보낸 후, 오페리는 2017년 7월 24일, 샤토루로 이적했다. 그는 2017년 9월 22일 가젤레크 아작시오와의 리그 2 경기에서 샤토루 소속으로 첫 프로 경기를 치렀다.
2021년 6월 2일, 그는 벨기에의 헨트와 2년 계약을 체결했다. 2022년 6월 21일, 오페리와 헨트의 계약은 상호 동의에 의해 종료되었다.
2022년 6월 29일, 오페리는 프랑스로 돌아와 르아브르와 2년 계약을 맺었다.
2025년 1월 7일, 쉬페르리그 클럽 이스탄불 바샥셰히르는 오페리와 3.5년 계약을 체결했다.

## 국가대표팀 경력
오페리는 2024년 6월 7일 아마두 공 쿨리발리 경기장에서 열린 가봉과의 2026년 FIFA 월드컵 예선 전에서 코트디부아르 국가대표팀으로 합류해 데뷔했다. 그는 1-0으로 이긴 코트디부아르와의 경기에서 86분에 기슬랭 코난과 교체 투입되었다.

## 사생활
오페리는 코트디부아르에서 코트디부아르인 아버지와 프랑스인 어머니 사이에서 태어났고, 어린 나이에 프랑스로 이주했다. 그의 삼촌 시릴 도모라우는 코트디부아르의 전 프로 축구 선수이다.